# Amarelo seletivo
Amarelo seletivo é a cor usada nas lâmpadas dos automóveis. De acordo com as regulamentações ECE, a iluminação proveniente das lâmpadas de automóveis teria de ser apenas de cor branca ou amarelo seletivo. Na França a iluminação em amarelo seletivo era obrigatória até 1993.
Atualmente, a regulamentação ECE 48 exige que as lâmpadas dos automóveis emita luz branca. No entanto ainda é permitido o amarelo seletivo usado em faróis de neblina e em alguns países da Europa ainda é permitido que a iluminação principal emita luz em amarelo seletivo.
O objetivo de utilizar a cor amarelo seletivo é o de melhorar a percepção visual removendo da luz emitida a luz azulada, que contém menor comprimento de onda. Tal é conveniente porque o sistema visual humano apresenta dificuldade em processar cores na gama destes comprimentos de onda e também devido ao fato de que a luz azulada causa efeitos difusos quando projetada na chuva, nevoeiro e neve.

## Definição formal
As regulamentações da UNECE definem formalmente o amarelo seletivo em termos do espaço de cores CIE 1931 da seguinte forma:
| Limite para o vermelho        | {\displaystyle y\geq 0.138+0.580x} |
| Limite para o verde           | {\displaystyle y\leq 1.290x-0.100} |
| Limite para o branco          | {\displaystyle y\geq 0.966-x}      |
| Limite para o valor espectral | {\displaystyle y\leq 0.992-x}      |

Para lâmpadas de nevoeiro frontais, o limite para o branco é excedido:
| Limite para o branco | {\displaystyle y\geq 0.940-x} |
| Limite para o branco | {\displaystyle y\geq 0.440}   |

Existem, atualmente, propostas para redefinir o amarelo seletivo para que seja incluída esta faixa e propostas para eliminar totalmente esta cor de todas as regulamentações sobre iluminação.